# Andreas Žampa
Pour les articles homonymes, voir Zampa (homonymie).
Andreas Žampa, né le 13 août 1993 à Kežmarok, est un skieur alpin slovaque. Sa discipline de prédilection est le slalom géant.

## Biographie
Licencié au club de Vysoke Tatry, il commence sa carrière internationale en 2008 et prend part à la Coupe d'Europe à partir de 2011. Aux Championnats du monde junior, il signe deux résultats dans le top dix à chaque fois en combiné : dixième en 2012 et neuvième en 2013.
En 2011, il est sélectionné pour les Championnats du monde de Val de Garmisch-Partenkirchen, où il est 82e du slalom géant. Il apparaît en Coupe du monde pour la première fois en décembre 2012 à Beaver Creek.
Aux Jeux olympiques d'hiver de 2014, à Sotchi, il se classe 36e du super G, 32e du slalom géant et abandonne le slalom.
Aux Championnats du monde 2015, il obtient son premier top 30 en grand championnat avec une 29e place au slalom.
En janvier 2016, il marque ses premiers points en Coupe du monde en terminant 23e du super-combiné de Kitzbühel. Les saisons suivantes, il marque des points en slalom géant, obtenant son meilleur résultat à Adelboden en janvier 2018 (18e).
Aux Championnats du monde 2017, il obtient une médaille d'argent en étant actif avec l'équipe slovaque dans le Team Event. Au niveau individuel, c'est lors des Championnats du monde 2021 à Cortina d'Ampezzo, qu'il obtient son meilleur résultat en mondial avec le vingtième rang au slalom géant.
Son frère Adam est aussi un skieur alpin de haut niveau.

## Palmarès

### Jeux olympiques d'hiver
| Épreuve / Édition | Sotchi 2014 | Pyeongchang 2018 |
| Super G           | 36e         | 39e              |
| Slalom            | Abandon     | 35e              |
| Slalom géant      | 32e         | Abandon          |

### Championnats du monde
| Épreuve / Édition | Garmisch-Partenkirchen 2011      | Schladmig 2013                   | Beaver Creek 2015                | Saint-Moritz 2017                | Åre 2019                         | Cortina d'Ampezzo 2021 |
| Slalom géant      | 82e                              | Abandon                          | 32e                              | 34e                              | Abandon                          | 20e                    |
| Slalom            | -                                | Abandon                          | 29e                              | Abandon                          | -                                | -                      |
| Super combiné     | -                                | -                                | 39e                              | 40e                              | -                                | -                      |
| Super G           | -                                | -                                | 41e                              | Abandon                          | -                                | -                      |
| Descente          | -                                | -                                | 41e                              | -                                | -                                | -                      |
| Parallèle         | Épreuve inexistante à cette date | Épreuve inexistante à cette date | Épreuve inexistante à cette date | Épreuve inexistante à cette date | Épreuve inexistante à cette date | NQ                     |
| Par équipes       |                                  |                                  |                                  | Argent                           | 5e                               |                        |

Légende :
- NQ : éliminé en qualifications

### Coupe du monde
- Meilleur classement général : 117e en 2017.
- Meilleur résultat : 18e.

#### Classements en Coupe du monde
| Saison / Épreuve | Saison / Épreuve | Général | Général | Descente | Descente | Super G | Super G | Slalom géant | Slalom géant | Slalom | Slalom | Combiné | Combiné |
| ---------------- | ---------------- | ------- | ------- | -------- | -------- | ------- | ------- | ------------ | ------------ | ------ | ------ | ------- | ------- |
| Saison / Épreuve | Saison / Épreuve | Class.  | Points  | Class.   | Points   | Class.  | Points  | Class.       | Points       | Class. | Points | Class.  | Points  |
| 2016             | 2016             | 142e    | 8       | -        | -        | -       | -       | -            | -            | -      | -      | 39e     | 8       |
| 2017             | 2017             | 117e    | 21      | -        | -        | -       | -       | 43e          | 21           | -      | -      | -       | -       |
| 2018             | 2018             | 122e    | 18      | -        | -        | -       | -       | 44e          | 18           | -      | -      | -       | -       |
| 2019             | 2019             | 120e    | 20      | -        | -        | -       | -       | 40e          | 20           | -      | -      | -       | -       |
| 2021             | 2021             | 135e    | 11      | -        | -        | -       | -       | 48e          | 11           | -      | -      | -       | -       |

### Championnats de Slovaquie
- Champion de slalom géant en 2019.